# Juliusz Kossak

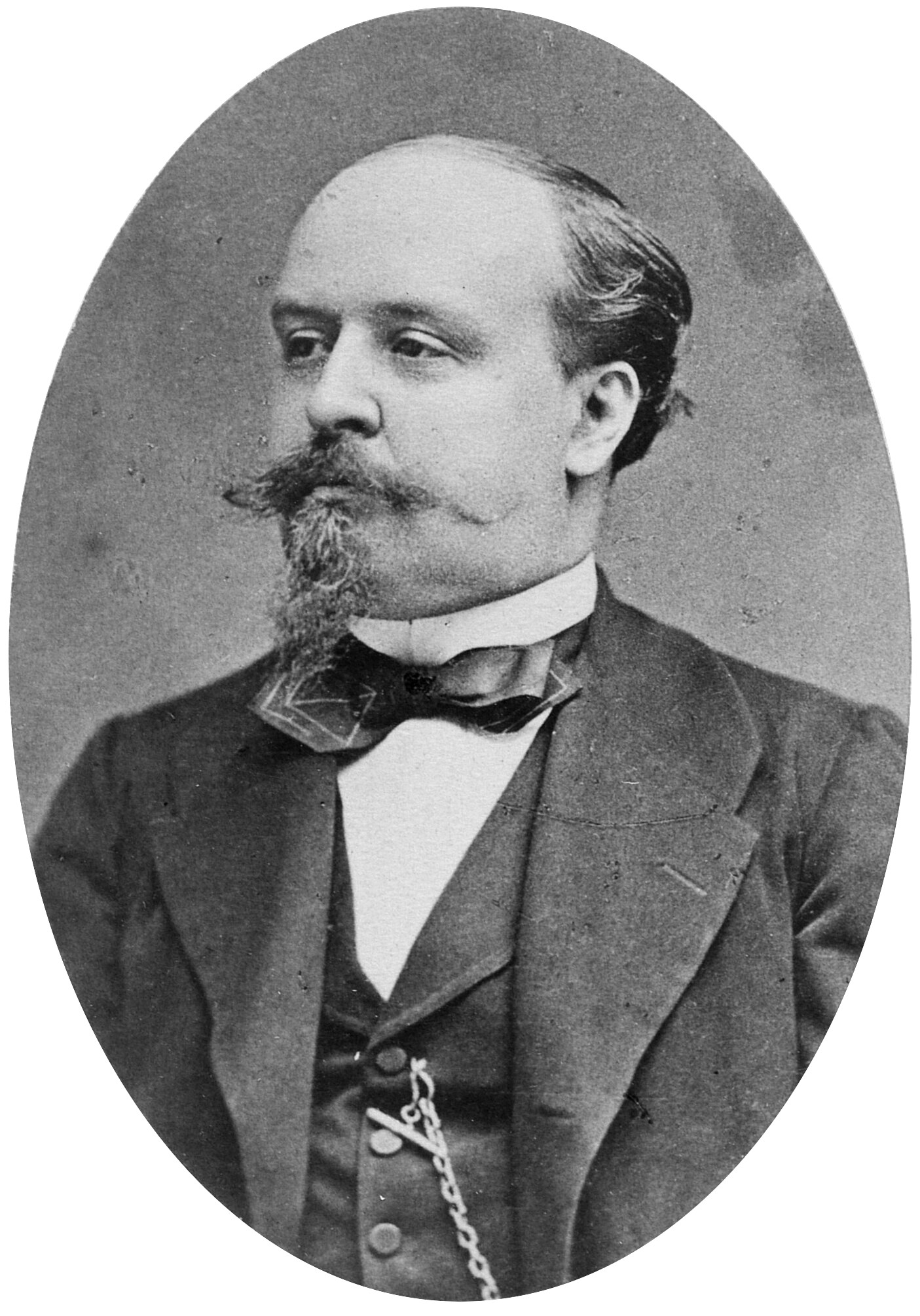
Juliusz Kossak

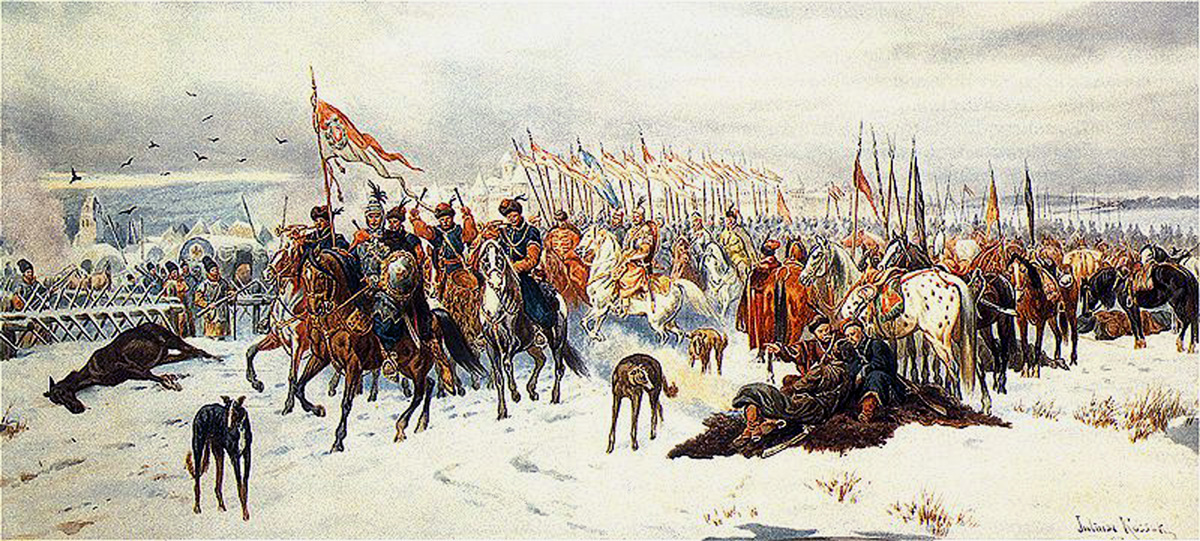
Juliusz Kossak: Der Entsatz von Smolensk

Juliusz Kossak: Fürst Józef Antoni Poniatowski zu Pferd

Juliusz Fortunat Kossak (* 15. Dezember 1824 in Nowy Wiśnicz; † 3. Februar 1899 in Krakau) war ein polnischer Maler und Zeichner.

## Biografie
Kossaks Vater, Michał († 1833) war Gutsbesitzer von Kniahinin in Ostgalizien. Juliusz zog nach Lwów und nach dem Unterricht in der Basilianerschule begann dort sein Jurastudium an der Universität Lemberg. Gleichzeitig studierte er Malerei bei Jan Maszkowski. Sein Vorbild und Berater wurde der reiche Freizeitmaler Piotr Michałowski.
1844 wurde er im Milieu der Gutsbesitzer Galiziens bekannt. Er malte Porträts, Jagdszenen, Pferde. 1855 heiratete er Zofia Gałczyńska und siedelte für fünf Jahre nach Paris um, wo er viel Zeit in dortigen Museen verbrachte. In Paris sind seine drei Söhne: Wojciech, Tadeusz und Stefan geboren.
1860 siedelte er nach Warschau über und übernahm die künstlerische Redaktion des Warschauer Wochenblattes „Tygodnik Illustrowany“. 1868 kam er für ein Jahr nach München, um beim Schlachten- und Pferdemaler Franz Adam zu studieren. Danach kam er nach Krakau, wo er eine Landresidenz erwarb. Dieses Haus, später „Kossakówka“ genannt, wurde zum Treffpunkt der Krakauer Elite, wie Adam Asnyk, Henryk Sienkiewicz, Stanisław Witkiewicz und Józef Chełmoński. 1880 wurde er mit dem Offizierskreuz des Franz-Joseph-Ordens ausgezeichnet.
Kossak wurde Gründer der Kossak-Familie; seine Nachkommen wurden bekannte Künstler und Schriftsteller. Sein Sohn Wojciech Kossak (1857–1942) wurde ebenfalls Maler. Wojciechs Sohn Jerzy Kossak (1886–1955) wurde auch Maler, und Wojciechs Töchter Maria Pawlikowska-Jasnorzewska (1891–1945) und Magdalena Samozwaniec (1894–1972) bekannte Schriftstellerinnen. Seine Enkelin Magdalena Samozwaniec (1894–1972) war Schriftstellerin, Bühnenautorin und Satirikerin.